# Катержина из Подебрад
Катержина из Подебрад (11 ноября 1449, Прага, Земли Чешской короны или Подебрады — 8 марта 1464, Буда) — дочь короля Чехии Йиржи из Подебрад, королева Венгрии как супруга короля Матьяша Корвина.

## Биография
Катержина и её сестра-близнец Зденка родились в Подебрадах в семье чешского короля Йиржи из Подебрад и его первой жены Кунгуты из Штернберка. Их мать умерла от осложнений после родов.
Матьяш Корвин потерял свою невесту Елизавету Цилли в юном возрасте. 1 мая 1463 года он женился на Катержине в церкви Матьяша в Буде. Матьяшу было двадцать лет, его невесте — тринадцать. Свадебные переговоры начались в ещё 1458 году, когда Катержине было девять лет. Было решено, что Йиржи сделал бы Матьяша наследником чешского престола, если бы он женился на Катержине. Вскоре после брака Катержина оставила свою семью и отправилась жить к мужу в Венгрию, где стала известна под именем Каталина. Янус Паннониус помог ей выучить латынь.
Королева была очень молода, поэтому не сыграла значимой роли в политике своего мужа. Она умерла при родах в возрасте четырнадцати лет. Ребёнок также умер вскоре после рождения. Это заставило Матьяша потерять надежду на появление на свет законного наследника. В конце концов он женился на Беатрисе Арагонской, но этот брак также не привёл к рождению наследника. Единственным оставшимся в живых потомком Матьяша стал его внебрачный сын Янош Корвин, родившийся от любовницы по имени Барбара.